# Stellidia annuligera
Stellidia annuligera är en fjärilsart som beskrevs av Paul Dognin 1914. Stellidia annuligera ingår i släktet Stellidia och familjen nattflyn. Inga underarter finns listade i Catalogue of Life.